# Fichtwald
Fichtwald é um município da Alemanha, situado no distrito de Elbe-Elster, no estado de Brandemburgo. Tem 31,55 km² de área, e sua população em 2019 foi estimada em 614 habitantes.